# Rifampicine
Rifampicine is een antibioticum dat is afgeleid van een stof die wordt geproduceerd door de bacterie Streptomyces mediterraneus. Het wordt gebruikt tegen tuberculose, lepra, brucellose en ter voorkoming van meningokokkenmeningitis. Het is ontdekt in 1957, in productie sinds 1959 en wordt sinds 1967 gebruikt voor de behandeling van tuberculose. In 1957 onderzocht een laboratorium in Milaan geleid door Piero Sensi en Maria Teresa Timbal een grondmonster uit de Franse Rivièra en ontdekten daarin een nieuwe bacteriesoort. Omdat beiden een groot liefhebber waren van de Franse film Rififi gaven ze de nieuw ontdekte groep moleculen met antibiotische activiteit de naam Rifamycinen. Later kwam hier rifampicine uit voort.
Rifampicine is effectief tegen vele gram-positieve bacteriën en ook tegen enkele gram-negatieven zoals de Neisseria meningitidis (meningokok). Hiernaast werkt het goed tegen een aantal mycobacteriën zoals Mycobacterium tuberculosis en Mycobacterium leprae. Ook is er enig remmend effect op het vaccinia virus.
Het werkt door remming van bacterieel RNA-polymerase.
Rifampicine kan de werking van sommige andere medicijnen veranderen door vergroting van de capaciteit van bepaalde enzymsystemen CYP3A4 in de lever. Bekend is de verminderde werking van sommige geneesmiddelen die worden gebruikt bij epilepsie, bij coumarinederivaten (ontstolling) en de anticonceptiepil. Ongeveer 2 weken na het staken van rifampicine is de uitgangssituatie weer bereikt.
De stof is opgenomen in de lijst van essentiële geneesmiddelen van de WHO.

## Slobodan Milošević
Na de dood van Slobodan Milošević in Scheveningen werd bekend dat bij een bloedproef, enkele maanden voor zijn dood, in zijn bloed rifampicine was gevonden, hoewel dit hem niet was voorgeschreven. Vermoed werd dat hij het middel stiekem slikte om aan te tonen dat hij in Nederland, waar hij terechtstond voor het Joegoslavië-tribunaal in Den Haag, medisch niet goed behandeld werd, zulks ter ondersteuning van zijn verzoek om naar het Bakunin-instituut in Moskou te mogen afreizen voor een medische behandeling. Dit verzoek was afgewezen omdat gevreesd werd dat Milošević niet meer terug zou keren.